# Michael Vespoli
Michael Louis „Mike“ Vespoli (* 14. Dezember 1946 in New Haven, Connecticut) ist ein ehemaliger US-amerikanischer Ruderer.

## Karriere
Michael Vespoli begann 1964 seine Ruderkarriere an der Georgetown University. Bei den Olympischen Sommerspielen 1972 in München trat er im Vierer mit Steuermann an. Mit dem US-amerikanischen Achter wurde er 1974 Weltmeister und ein Jahr später gewann die Crew bei den Panamerikanischen Spielen in Mexiko-Stadt ebenfalls die Goldmedaille. Nach seiner aktiven Karriere war er als Trainer verschiedener Universitäten in den Vereinigten Staaten tätig. Zudem trainierte er die Olympiamannschaft für die Sommerspiele 1980, die jedoch von den Vereinigten Staaten boykottiert wurden. 
Michael Vespoli gründete 1980 das Unternehmen Vespoli USA, das sich auf die Herstellung von Ruderbooten spezialisiert hat.